# Hosdurg
Hosdurg (malabar: ഹോസ്ദുർഗ് താലൂക്ക്) es un taluk del Estado indio de Kerala, perteneciente al distrito de Kasaragod. En el censo de 2011 tenía una población de 625 641 habitantes, pero posteriormente se bifurcó en dos taruk para facilitar su administración.
El topónimo es de origen canarés y viene a significar "fuerte nuevo". Dicho topónimo hace referencia a la fortaleza de Bekal, una fortificación construida a mediados del siglo XVII por Shivappa Nayaka de Keladi que todavía se conserva en la costa de Hosdurg.
Se ubica en la costa meridional del distrito.